# Stolephorus dubiosus
Stolephorus dubiosus är en fiskart som beskrevs av Wongratana, 1983. Stolephorus dubiosus ingår i släktet Stolephorus och familjen Engraulidae. Inga underarter finns listade i Catalogue of Life.